# Haus und Kind
Haus und Kind ist ein deutscher Fernsehfilm aus dem Jahr 2009.

## Handlung
Bernd Neubauer ist Professor für Geschichte in Berlin. Er ist spezialisiert auf die Geschichte der Bundesrepublik Deutschland. Seine Frau Lena ist erst kürzlich aus Bayern zu ihm gezogen. Sie führen eine glückliche und harmonische Ehe. Während seiner Fernbeziehung zu Lena hatte Bernd jedoch eine Affäre mit der Kellnerin Melanie begonnen. Für Bernd ist es jedoch kein Problem beide Beziehungen unter einen Hut zu bekommen. Während eines Ausflugs ins Land Brandenburg entdecken Bernd und Lena ein uriges, altes Haus, in das sie sich verlieben. Hier wohnt die alte Frau Maschke seit ihrer Kindheit. Nun ist sie Witwe und allein. Bernd und Lena kaufen von ihr das Haus und gewähren ihr lebenslanges Wohnrecht. Nun fehlt Bernd nur noch ein Kind zum perfekten Leben. Das Kind wünscht er sich von Melanie, die jedoch lieber ihre Eigenständigkeit bewahren möchte. Dennoch macht sie sich Hoffnung, dass Bernd sich irgendwann von seiner Frau trennen wird. Bernd fühlt sich in seiner Situation jedoch pudelwohl. Als Frühaufsteher verlässt er früh morgens das Ehebett und trifft sich zum Frühstück mit Melanie.
Als schließlich Lena Verdacht schöpft, dass Bernd ein Geheimnis verbirgt, folgt sie ihm an einem dieser Morgen in einem Taxi. Sie konfrontiert Bernd mit ihrem Verdacht und der gesteht die Affäre mit Melanie. Ein Kind soll nun die Ehe mit Lena retten. Über Jahre wurde Lena nicht schwanger. Nun geht das Ehepaar zu einem Arzt, um Bernds Zeugungsfähigkeit zu überprüfen. Die Beziehung zu Melanie wird nun schwieriger, da er unter ständiger Beobachtung von Lena steht. Als Melanie ein Arbeitsangebot nach Hamburg wahrnehmen möchte, beenden sie ihre Beziehung. Bernd will das zwar nicht wahrhaben, sieht aber mit Lena einer freudigen Zukunft im neu renovierten Haus entgegen.
Während der Renovierungsarbeiten verbringt Ehefrau Lena eine Liebesnacht mit dem polnischen Arbeiter Andrzej, während Bernd ein Arbeitstreffen mit einem israelischen Geschichtsprofessor hat. Zur Einweihungsfeier des Hauses erscheinen auch Melanie und ihre beste Freundin Linda. Von Linda erfährt Bernd, dass Melanie schwanger ist. Bei seinem nächsten Arztbesuch erhält Bernd jedoch die Diagnose, dass er zeugungsunfähig ist. Als er verwirrt nach Hause kommt, erfährt er, dass auch seine Ehefrau Lena eine freudige Nachricht für ihn hat. Auch sie ist schwanger.

## Hintergrund
Haus und Kind ist eine Co-Produktion von Arte und Bayerischen Rundfunk. Die Dreharbeiten fanden im Sommer 2008 in Berlin, Seegrehna und Ahrenshoop statt. Die Uraufführung fand im Mai 2009 im Rahmen des 19. filmkunstfest Mecklenburg-Vorpommern in Schwerin statt. Der Film wurde am 28. August 2009 im Programm von Arte erstmals im deutschen Fernsehen ausgestrahlt.

## Kritik
„Der sensibel inszenierte Film erzählt mit pointierten Dialogen und angenehmer Leichtigkeit von Liebe, Lüge und (Selbst-)Betrug, wobei er mit augenzwinkerndem Humor die Souveränität seiner beiden Frauenfiguren feiert.“

„Eine herrlich sarkastische Sommer-Tragikomödie, die mit Stefan Kurt und Marie Bäumer vortrefflich besetzt ist. Autor Wolfgang Kohlhaase [...] erzählt auf unterhaltsame und intelligente Weise von der Schwierigkeit, kompromisslos zu leben und zu lieben. Und der Grimme-Preis-gekrönte Regisseur Andreas Kleinert hat den Film mit sensibler Leichtigkeit und gutem Timing inszeniert.“

## Auszeichnungen
- 2009: Drehbuchpreis beim Filmkunstfest Mecklenburg-Vorpommern sowie Publikumspreis der Schweriner Volkszeitung
- 2009: Fernsehfilmpreis der Deutschen Akademie der Darstellenden Künste